# Lilla Lovis
Lilla Lovis är en svensk artist bosatt i Stockholm.
Lilla Lovis musik handlar ofta om sex och med låttitlar som Brudar med små pattar kan dra åt helvete har hon ofta jämförts med könsrockare som Eddie Meduza och Onkel Kånkel. Själv menar hon att hon inte har någon relation till musikgenren. Hennes första låt Spottar aldrig ut kom i oktober 2010. Sedan dess har hon släppt ett par singlar och 2012 kom debutalbumet Som en oskuld.
Artistnamnet Lilla Lovis tog hon efter att bilder med henne börjat användas på porrsidor på internet under just namnet Lilla Lovis. Hon bestämde sig då för att anta namnet och "bli" Lilla Lovis och på så sätt ta makten över identiteten.

## Diskografi

### Album
- 2012 – Som en oskuld
- 2013 – Som en oskuld, 12" vinyl

### EP
- 2011 – Spottar aldrig ut, CDM
- 2014 – Experimentet
- 2016 – Vacker tass, gullig hund EP

### Singlar
- 2010 – Spottar aldrig ut, 7" vinyl
- 2011 – Brudar med små pattar kan dra åt helvete, 7" vinyl
- 2011 – Hard to get, 7" vinyl
- 2011 – Hard to get, CDM
- 2012 – Allt kommer försvinna, CDM
- 2012 – Anden med flaskan, CDM